# Hatem Haraket
Hatem Haraket, né le 4 janvier 1979, est un handballeur tunisien évoluant au poste d'arrière gauche jusqu'en 2014.
Après avoir évolué à l'Espérance sportive de Tunis, il rejoint en 2006 la France où il porte successivement les maillots du Sélestat Alsace Handball, du HBC Nantes et enfin de l'ES Nanterre.

## Clubs
- avant 2006 : Espérance sportive de Tunis (Tunisie)
- 2006-2008 : Sélestat Alsace Handball (France)
- 2008-2010 : HBC Nantes (France)
- 2010-2014 : ES Nanterre (France)
- 2014-2018 : Amical Club de Soissons (France)
- depuis 2018 : Handball Club Crépy-en-Valois (France)

## Palmarès
- Coupe d'Afrique des vainqueurs de coupe : 2003
- Championnat de Tunisie : 2004, 2005
- Coupe de Tunisie : 2002, 2005
- Super Coupe de Tunisie : 2002